# Aride Rossi
Aride Rossi (Forlimpopoli, 14 dicembre 1922 – Roma, 1º settembre 2011) è stato un sindacalista e politico italiano.

## Biografia
Nel 1950 è fra i fondatori della UIL, negli anni seguenti è nel Comitato di segreteria e nel Comitato esecutivo del sindacato.
Nel 1983 viene eletto è Senatore della Repubblica Italiana per il Partito Repubblicano Italiano, restando in carica fino al termine della Legislatura, nel 1987.